# Preiskava z ultrazvokom
Preiskava ali slikanje z ultrazvokom (s tujko ultrasonografija) je metoda za preučevanje fizične strukture notranjosti preiskovanca, pri kateri izkoriščamo pojav, da se ultrazvok (podobno kot svetloba) lomi in odbija na stikih območij z različno gostoto (odtod tudi izraz ehografija).
Najpogosteje uporabljamo impulzno odbojno metodo. Pri tej metodi se širi pulz ultrazvočnega valovanja iz sonde v preiskovani material. Ko naleti na nehomogenost, se delno odbije in vrne v aparat, ki zdaj deluje kot sprejemnik. Iz časa vračanja sklepamo na lokacijo nepravilnosti, iz amplitude odboja pa na globino nepravilnosti (večja je globina, manjša bo amplituda odbitega zvoka). Sprejemnik sprejema valove, ki se širijo skozi preizkušanec in se odbijejo od napake in od nasprotne površine ter jih pretvarja v napetost, to pa vizualizira zaslon.
Metoda se uporablja pri testiranju materialov za nepravilnosti, npr. za ugotavljanje razpok ali zračnih mehurčkov, ki zmanjšujejo trdnost materiala. Zelo razširjena je tudi uporaba v medicini za diagnosticiranje poškodb in nepravilnosti pri razvoju zarodkov, saj je metoda neinvazivna in ni nevarna zdravju. Z usmerjenim oddajanjem in sprejemanjem pulzov lahko dobimo tridimenzionalno sliko preiskovanca, z dovolj hitro ponavljajočimi se pulzi pa tudi posnetek gibanja (npr. delujočega srca).